# Bernhard Wicki
Bernhard Wicki, né le 28 octobre 1919 à Sankt Pölten (Autriche) et décédé le 5 janvier 2000 à Rosenheim (Allemagne), est un réalisateur et acteur suisse.

## Biographie
D'origine suisse par son père et autrichienne par sa mère, il combat sous l'uniforme allemand en France pendant la Seconde Guerre mondiale. La guerre le marque profondément et influencera plusieurs de ses films. 
Durant la Seconde Guerre mondiale, il est arrêté en Allemagne le 9 novembre 1938 comme membre d’un mouvement de jeunesse communiste. Il est incarcéré dans un camp du 15 novembre 1938 jusqu’à sa libération le 22 mars 1939. 
Il réalise plusieurs longs métrages en allemand durant les années 1950 et 1960. C’est le film Le Pont (Die Brücke), sorti en 1959, qui le fait connaître dans le monde entier et notamment aux États-Unis. Ce film anti-belliciste raconte la tragique histoire de jeunes garçons qui défendent un pont contre des soldats américains durant la Seconde Guerre mondiale. 
Après avoir vu ce film, le producteur et réalisateur américain  Darryl F. Zanuck contacte Wicki pour assurer la co-réalisation de la superproduction Le Jour le plus long. Son expérience de la guerre lui permet de décrire fidèlement le camp allemand.
Il a également joué dans plusieurs films, notamment dans La Notte de Michelangelo Antonioni, La Femme gauchère de Peter Handke, Paris, Texas de Wim Wenders, ainsi que dans la série allemande Derrick (épisodes Une nuit d'octobre en 1977 et Le Témoin en 1980).
Il est enterré au cimetière de Nymphenburg.

## Filmographie

### Comme réalisateur
- 1958 : Warum sind sie gegen uns?
- 1959 : Le Pont (Die Brücke)
- 1961 : Le Miracle du père Malachias (Das Wunder des Malachias)
- 1962 : Le Jour le plus long (The Longest Day)
- 1964 : La Rancune (The Visit)
- 1965 : Morituri
- 1967 : Die Träne
- 1970 : Das falsche Gewicht
- 1971 : Karpfs Karriere
- 1976 : Die Eroberung der Zitadelle
- 1977 : Curd Jürgens
- 1984 : Die Grünstein-Variante
- 1986 : Sansibar oder der letzte Grund
- 1989 : La Toile d'araignée (Das Spinnennetz)

### Comme acteur
- 1954 : Le Dernier Pont (Die Letzte Brücke) d'Helmut Kautner : Boro, chef des partisans
- 1954 : Le Beau Danube bleu (Ewiger Walzer) de Paul Verhoeven
- 1954 : Prison d'amour (Gefangene der Liebe) de Rudolf Jugert
- 1954 : La Mouche (Die Mücke) de Walter Reisch
- 1955 : Double Destin de Victor Vicas : Rainer
- 1955 : C'est arrivé le 20 juillet (Es geschah am 20. Juli) de Georg Wilhelm Pabst : Claus von Stauffenberg
- 1957 : La Reine Louise (Königin Luise) de Wolfgang Liebeneiner : le tsar Alexandre Ier
- 1958 : La Chatte, de Henri Decoin
- 1958 : Le Labyrinthe de l'amour (Frauensee) de Rudolf Jugert : Karl Anton Graf Chur
- 1958 : Les chiens sont lâchés (Unruhige Nacht) de Falk Harnack
- 1961 : La Nuit (La notte) de Michelangelo Antonioni
- 1963 : Elf Jahre und ein Tag de Gottfried Reinhardt
- 1978 : La Femme gauchère (Die linkshändige Frau) de Peter Handke
- 1978 : La Cellule en verre (Die gläserne Zelle) de Hans W. Geißendörfer
- 1978 : Despair de Rainer Werner Fassbinder
- 1980 : La Mort en direct (Death Watch) de Bertrand Tavernier
- 1983 : Un amour en Allemagne (Eine Liebe in Deutschland) d'Andrzej Wajda
- 1983 : La Symphonie du printemps (Frühlingssinfonie) de Peter Schamoni
- 1984 : Paris, Texas de Wim Wenders
- 1984 : La Diagonale du fou de Richard Dembo

## Effroyables Jardins
Bernhard Wicki apparaît dans Effroyables Jardins (2000), un roman où Michel Quint raconte une aventure d'un père de famille durant la Seconde Guerre mondiale. Fin 1942, début 1943, après une action de sabotage, dans la région de Douai, le père du narrateur est pris comme otage, et jeté dans une fosse d'argile, avec son cousin Gaston. Leur gardien, Bernd (c'est le diminutif de Bernhard), éclaire de son humour et de son humanité ce moment barbare où ils redoutent d'être fusillés. Alors que le narrateur est adolescent, il est emmené en famille voir  Le Pont, le film de Bernhard. Après la séance, Gaston lui fait le récit de cet épisode de la guerre, qui lui fait comprendre pourquoi son père, en hommage à Bernd, « clown dans le civil », est devenu auguste amateur.